# Midget Wolgast
Pour les articles homonymes, voir Midget et Wolgast.
Midget Wolgast, de son vrai nom Joseph Robert Loscalzo, est un boxeur américain né le 18 juillet 1910 à Philadelphie, Pennsylvanie, où il mourut le 19 octobre 1955.

## Carrière
Il devient champion du monde des poids mouches NYSAC le 21 mars 1930 en battant aux points Black Bill. Wolgast conserve 3 fois son titre contre Willie LaMorte, Frankie Genaro et Ruby Bradley mais s'incline face au philippin Small Montana le 16 septembre 1935.

## Distinction
- Midget Wolgast est membre de l'International Boxing Hall of Fame depuis 2001[3].